# Liste der Monuments historiques in Wy-dit-Joli-Village
Die Liste der Monuments historiques in Wy-dit-Joli-Village führt die Monuments historiques in der französischen Gemeinde Wy-dit-Joli-Village auf.

## Liste der Bauwerke
| Bezeichnung        | Beschreibung | Standort                                  | Kennzeichnung | Schutzstatus | Datum | Bild           |
| ------------------ | ------------ | ----------------------------------------- | ------------- | ------------ | ----- | -------------- |
| Friedhofskreuz     |              | (Lage)                                    | PA00080239    | Classé       | 1946  | weitere Bilder |
| Kirche St-Romain   |              | (Lage)                                    | PA00080240    | Classé       | 1981  | weitere Bilder |
| Hypokaustum        |              | Musée de l’Outil, rue de la Mairie (Lage) | PA00080241    | Classé       | 1984  | weitere Bilder |
| Manoir d’Hazeville | Herrenhaus   | (Lage)                                    | PA00080242    | Inscrit      | 1981  | weitere Bilder |

## Liste der Objekte

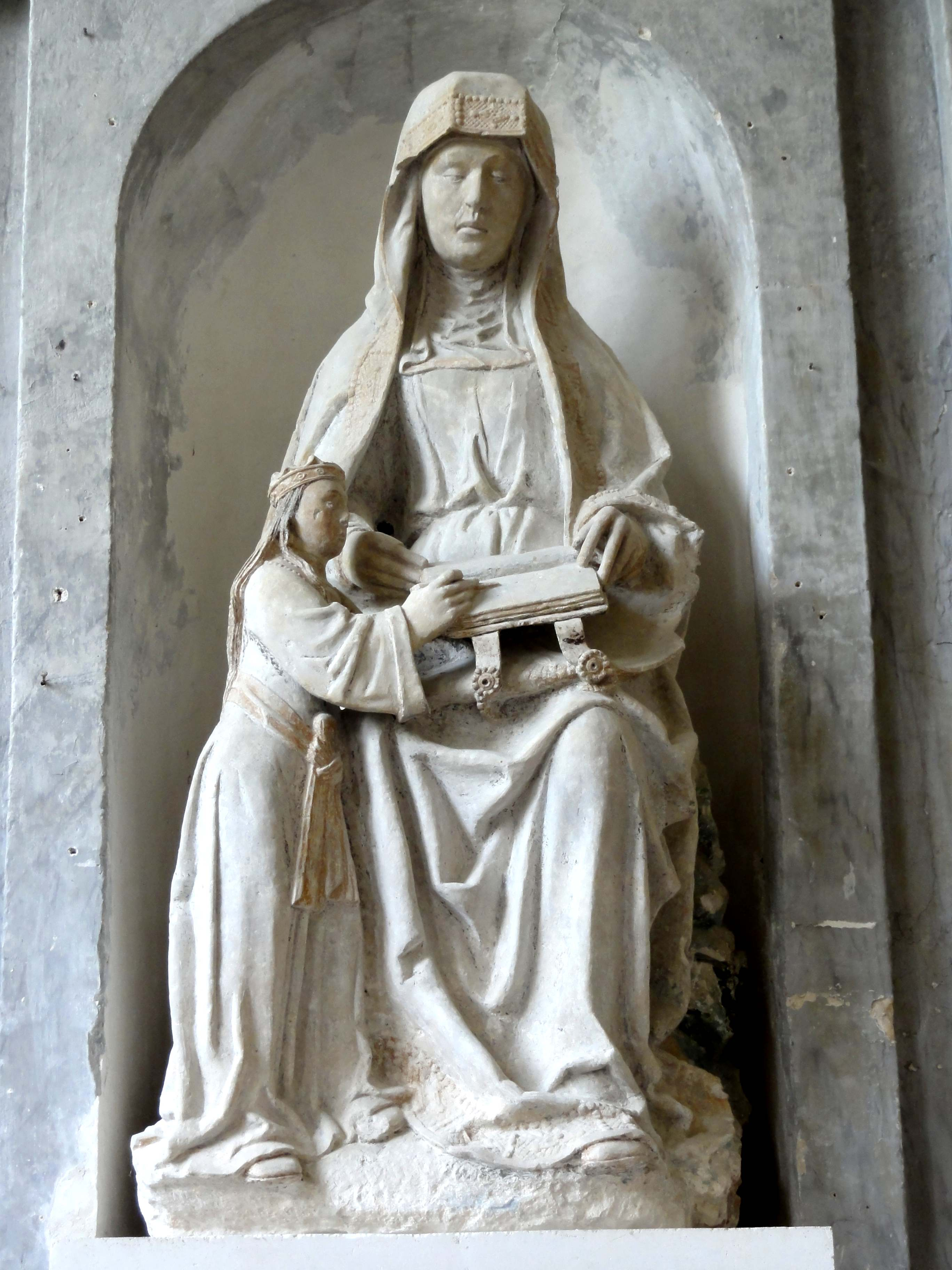
Skulpturengruppe Unterweisung Mariens (16. Jahrhundert) in der Kirche St-Romain

- Monuments historiques (Objekte) in Wy-dit-Joli-Village in der Base Palissy des französischen Kultusministeriums